# گیفهرن
گیفهرن (به آلمانی: گیفهورن) یک در آلمان است که در گیفهرن واقع شده‌است.

## خصوصیات
گیفهرن ۴۲٬۱۴۳ نفر جمعیت دارد.

## خواهرخوانده
شهرهای زانتی، گراده‌لگن، کورسون-شفچنکیفسکیی، دامفریس، هلزبریه و Hallsberg Municipality خواهرخوانده‌های گیفهرن هستند.